# فرناندو ماركيز
خوسيه فرناندو ماركيز مارتن (بالإسبانية: Fernando Marqués)‏، من مواليد 4 ديسمبر 1984 في مدريد في إسبانيا، لاعب كرة قدم إسباني.
بدأ مسيرته الكروية مع نادي رايو فاليكانو في عام 2001، ولعب معهم حتى عام 2004، وفي موسم 2004/2005 لعب مع نادي ريسنغ سانتاندر، وفي عام 2005 انتقل إلى رديف أتلتيكو مدريد، وفي عام 2006 لعب مع رديف ريسنغ سانتاندر، وهو يلعب حاليا مع نادي أتلتيكو مدريد.

## روابط خارجية
- فرناندو ماركيز على موقع قاعدة بيانات كرة القدم.إي يو (الإنجليزية)
- فرناندو ماركيز على موقع Soccerbase.com (لاعب) (الإنجليزية)
- فرناندو ماركيز على موقع Soccerway.com (الإنجليزية)
- فرناندو ماركيز على موقع كووورة
- فرناندو ماركيز على موقع AS.com (الإسبانية)